# Dong Yi
Pour les articles homonymes, voir Dong Yi (homonymie).
Dong Yi (hangeul : 동이 ; RR : Dong-i) est une série télévisée sud-coréenne diffusée entre le 22 mars et le 12 octobre 2010 sur MBC avec Han Hyo-joo, Ji Jin-hee, Lee So-yeon et Bae Soo-bin,,.

## Synopsis
Ce drama raconte l'histoire d'une jeune servante du palais nommée Dong Yi, lors du règne du Roi Suk Jong au cours du XVIIe siècle.

## Distribution

### Acteurs principaux
- Han Hyo-joo : Dong-yi (Choi Suk-bin)
  - Kim Yoo-jung : Dong-yi (jeune)
- Ji Jin-hee : Sukjong
- Lee So-yeon : Jang Hui-bin
- Bae Soo-bin : Cha Chun-soo

### Acteurs secondaires
- Park Ha-sun : Inhyeon
- Jung Jin-young : Seo Young-gi
- Jung Dong-hwan : Oh Tae-suk
- Lee Kye-in : Oh Tae-poong
- Choi Cheol-ho : Oh Yoon
- Kim Yu-seok : Jang Hee-jae
- Son Il-kwon : Hong Tae-yoon
- Shin Guk : Do Seung-ji
- Na Sung-kyoon : Jung In-gook
- Kim Dong-yoon : Shim Woon-taek
- Park Jung-soo : Myeongseong, mère de Sukjong
- Kim Hye-sun : tribunal dame Jung
- Kim So-yi : tribunal dame Bong
- Ahn Yeo-jin : tribunal dame Jo
- Im Sung-min : tribunal dame Choi
- Jeong Yu-mi : Jung-eum
- Kang Yoo-mi : Ae-jong
- Oh Eun-ho : Shi-bi
- Han Da-min : Eun-geum
- Choi Ha-na : Mi-ji
- Lee Jung-hoon : Lee Jong-ok
- Choi Jae-ho : Park Do-soo
- Yeo Ho-min : Oh Ho-yang
- Lee Hee-do : Hwang Joo-shik
- Lee Kwang-soo : Yeong-dal
- Jung Sung-woon : Choi Dong-joo
- Jung In-gi : Kim Hwan
- Jung Ki-sung : disciple de Kim Hwan
- Lee Sook : Park
- Kim Hye-jin : Seol-hee
- Choi Ran : Yoon, mère de  Jang Hui-bin
- Yeo Hyun-soo : Ge Dwo-ra, ami d'enfance de Dong-yi
  - Choi Soo-han : Ge Dwo-ra (jeune)
- Jung Eun-pyo : père de Ge Dwo-ra
- Jung Sun-il : Park Doo-kyung
- Kwon Min : Cha Soo-taek
- Choi Jong-hwan : Jang Mu-yeol
- Lee Hyung-suk : Geum/Yeoning
- Yoon Chan : Prince héritier, plus tard Gyeongjong
- Heo Yi-seul as Young-sun
- Maeng Sang-hoon : Kim Goo-sun
- Oh Yeon-seo : Inwon
- Chun Ho-jin : Choi Hyo-won (caméo)
- Lee Jae-yong : Jang Ik-heon (caméo)
- Choi Il-hwa : Seo Jung-ho (caméo)
- Min Joon-hyu

## Diffusion
- MBC (2010)
- Entertainment Channel
- NHK
- GTV / Top TV
- MediaCorp Channel U
- 8TV
- M1
- VTV3
- Fairchild TV
- Channel 3
- GMA Network
- Indosiar
- TRT 1
- Myawaddy TV
- TV5
- IRIB TV3
- Rupavahini
- CTN
- RTRS
- TVR1

## Prix
Korea Drama Awards
- Meilleure actrice: Han Hyo-joo
- Meilleur acteur de soutien: Jung Dong-hwan
- Achievement Award: Lee Byung-hoon

MBC Drama Awards
- Grand prix/Daesang: Han Hyo-joo
- Le premier prix d'excellence, acteur: Ji Jin-hee
- Prix d'excellence, actrice: Lee So-yeon
- Meilleure actrice nouvelle: Park Ha-sun
- Prix d'interprétation d'or, acteur de soutien: Kim Yu-seok
- Meilleur jeune acteur: Kim Yoo-jung, Lee Hyung-suk
- Prix de popularité, actrice: Han Hyo-joo
- Drame favori de téléspectateurs de l'année: Dong Yi

Hong Kong Cable TV Awards
- Meilleur drame
- Meilleur acteur: Ji Jin-hee
- Meilleure actrice: Han Hyo-joo

Baeksang Arts Awards
- Meilleure actrice de télévision: Han Hyo-joo